# Abigail a Brittany Henselovy
Abigail Loraine Henselová (Abby) a Brittany Lee Henselová (* 7. března 1990 New Germany, Minnesota, USA) jsou americké učitelky a siamská dvojčata. Jsou výjimečná v tom, že jsou svými těly zcela srostlá a vypadají jako jediný člověk se dvěma hlavami. Ovšem uvnitř jsou to dvě osobnosti a důležité tělesné orgány má většinou každá z nich svoje a plně funkční. Například mají ve společném těle dvě srdce, dva páry plic, dva žaludky atd.
I přes tuto jejich zjevnou a výraznou indispozici se dvojčata dokázala v dětství vyhnout větší publicitě. V prosinci 2006 poskytly rozhovor televizní stanici TLC, kde popsaly svůj každodenní život a své plány do budoucna. Pro stejnou stanici pak v roce 2012 natočily vlastní reality show o sobě.

## Charakteristika
Dvojčata Henselovy mají jediné tělo s oddělenými hlavami i krky. Abigail má hlavu nakloněnou o 5° napravo a Brittany o 15° nalevo, takže vypadá menší než její siamské dvojče. Jejich společný hrudník je však širší, než je obvyklé, a mají společné dvě ruce a nohy. Při narození měly ještě třetí paži, vyrůstající z místa mezi jejich hlavami, která byla chirurgicky odstraněna. Mezi oběma hlavami je proto na zádech mezera hlubší, než jaká je výška jejich ramen po stranách. Brittany má však nohu na „své“ straně o 5 cm kratší, než je noha Abby, proto Brittany často chodí po špičce a díky tomu má na své noze o hodně svalnatější lýtko. Kvůli této nerovnoměrnosti růstu obou sester hrozily v horních partiích závažné komplikace kvůli skolióze, která musela být v jejich 12 letech chirurgicky napravena. Spolu s tím také doktoři rozšířili jejich společný hrudní koš, aby se v budoucnu vyhnuly dýchacím potížím.
Co se týče ovládání společného těla, každá z obou sester ovládá jen tu svou polovinu, tedy svou hlavu, krk, ruku a nohu. Zrovna tak vnímání hmatu je omezeno pouze na polovinu těla, přičemž se tento jev stírá v ose těla, kterou jsou schopny obě vnímat rovnocenně. Trochu paradoxní je ovšem jev, kdy například bolest v žaludku cítí jen sestra, která ovládá opačnou stranu těla. Přesto jsou schopné přesně sladit pohyby svých polovin těla a mohou společně chodit, psát na klávesnici, řídit kolo nebo automobil či sportovat jako běžní lidé, a to navíc bez časových nebo omezujících prodlev. Ovšem v některých činnostech mají potíže udržet rovnováhu kvůli rozdílným délkám nohou.

### Tělesné orgány
Abigail i Brittany mají každá svoje vnitřní orgány ve srostlém těle, ačkoliv ve spodních partiích srůstají některé do jednoho. Zde je jejich seznam:
- 2 hlavy
- 2 páteře, jež se spojují v kostrči do jedné a v hrudníku jsou propojeny „přemosťovacími“ žebry.
- 2 zcela oddělené míchy
- 2 paže (původně byly 3, ale jedna vyrůstající mezi hlavami ze zad byla po narození chirurgicky odstraněna)
- 1 široký hrudní koš se 2 téměř úplně srostlými hrudními kostmi a přemosťovacími žebry mezi oběma polovinami těla. Poplicnice musela být chirurgicky rozšířena.
- 2 prsa
- 2 srdce napojené na 1 společný krevní oběh. Díky tomu jsou živiny, kyslík popř. léky účinné pro obě dvě současně.
- 4 plíce, 3 oplicnice. Prostřední dvě plíce jsou částečně srostlé.
- 1 bránice, jejíž práce při dýchání obou je poměrně dobře koordinovaná. Uprostřed je mírně narušená.
- 2 žaludky
- 1 játra (větší než obvykle, prodloužené do pravé části těla) se 2 žlučníky
- 2 tenká střeva spojené do jednoho ve tvaru Y. Stahy obou střev v bodě spojení občas provází mírné křeče.
- 1 tlusté střevo
- 3 ledviny: 2 nalevo, 1 napravo
- 1 močový měchýř
- 1 pár vaječníků a 1 kus ostatních částí rozmnožovacích orgánů
- 2 oddělené křížové kosti poloviční velikosti
- 1 širší pánevní kost
- 2 nohy

## Život obou v jednom těle
Už při jejich narození je chtěli doktoři operativně oddělit, ale rodiče sester tuto operaci odmítli, protože byla mizivá šance, že by ji obě přežily. Byla však aspoň odstraněna překážející 3. paže. Jak děvčata vyrůstala v jediném těle, naučila se postupně koordinovaně ovládat každá svou polovinu těla tak, že byly schopny se rozvíjet a prožít plnohodnotné dětství. I proto nakonec rodiče oddělující operaci zatrhli.
I v jednom těle jsou každé rozdílné a co se líbí jedné, druhé nemusí. Chtě nechtě musí dělat kompromisy, například při oblékání. Díky dvěma žaludkům a odděleným orgánům k trávení jsou ale obě schopny jíst najednou, každopádně i zde jsou rozdíly v tom, jaké jídlo oběma chutná. Dále je Abigail nadanější v matematice než její sestra, a naopak Brittany umí lépe psát. Každopádně jejich symbióza dvou osobností v jednom těle se projeví například ve chvíli, kdy komunikují s ostatními lidmi za obě dohromady a jejich společný projev nese známky odhadovaných pocitů té druhé a téměř se kvůli tomu nepotřebují dohodnout mezi sebou slovně. Při psaní dopisu, když se zněním obě souhlasí, píšou o sobě ze zvyku nikoliv v 1. osobě množného čísla, ale v jednotném čísle. Pokud při psaní nesouhlasí, tak používají místo „já“ jen jméno a věty píšou pouze ve 3. osobě.
Nakonec se obě dožily dospělosti, i díky tomu, že se jim vyhnuly závažnější zdravotní komplikace, neboť podobná siamská dvojčata s jedním tělem a dvěma hlavami takové štěstí nemají. Jsou veselé a přátelské, ale nesnesou, když na ně cizí lidé zírají jako na zjev, nebo si je bez dovolení fotografují.
V rozhovorech a v dokumentu Joined for Life: Abby & Brittany Turn 16, který byl o nich natočen, řekly, že by se jednou chtěly i přes svou rozdílnost oproti běžným lidem vdát a mít děti. S jeho natočením souhlasily i proto, že doufaly, že jim pomůže žít normální život a lidé si na jejich zjev v širším okolí lépe zvyknou. V tomtéž dokumentu je ukázáno, jak studují společně na střední škole: seděly sice v jediné lavici, ale zkoušky musely dělat každá za sebe. Totéž platilo i pro zisk řidičského průkazu, který musely získávat vlastně nadvakrát.
V roce 2012 natočily pro televizní stanici TLC reality show Abby & Brittany (též Abby and Brittany: Joined for Life). Po ukončení studií na vysoké škole začaly v roce 2013 pracovat jako učitelky. V roce 2024 vyučovaly pátou třídu na základní škole Sunnyside Elementary v minnesotském městě New Brighton.
V roce 2021 se Abby Henselová vdala za veterána americké armády Joshe Bowlinga.